# Häkkaure
Häkkaure är en sjö i Arjeplogs kommun i Lappland och ingår i Skellefteälvens huvudavrinningsområde. Sjön har en area på 0,345 kvadratkilometer och ligger 429 meter över havet. Sjön avvattnas av vattendraget Skarjakbäcken.

## Delavrinningsområde
Häkkaure ingår i det delavrinningsområde (730889-158709) som SMHI kallar för Mynnar i Aijaure. Medelhöjden är 454 meter över havet och ytan är 25,55 kvadratkilometer. Det finns inga avrinningsområden uppströms utan avrinningsområdet är högsta punkten. Skarjakbäcken som avvattnar avrinningsområdet har biflödesordning 2, vilket innebär att vattnet flödar genom totalt 2 vattendrag innan det når havet efter 250 kilometer. Avrinningsområdet består mestadels av skog (80 procent). Avrinningsområdet har 3,4 kvadratkilometer vattenytor vilket ger det en sjöprocent på 13,3 procent.